# American Basketball League 1928-1929
La stagione 1928-1929 della American Basketball League fu la quarta nella storia della lega.
Il campionato tornò ad essere suddiviso in due fasi, a differenza della stagione precedente, organizzato per Division. Vinsero il titolo Cleveland Rosenblums, al secondo successo della loro storia dopo l'edizione 1924-1926.

## Classifiche

### Prima fase
|    | Classifica prima fase 1928-1929 | V  | P  |
| -- | ------------------------------- | -- | -- |
| 1. | Cleveland Rosenblums            | 19 | 9  |
| 2. | Fort Wayne Hoosiers             | 18 | 10 |
| 3. | Brooklyn Visitations            | 15 | 12 |
| 4. | Chicago Bruins                  | 15 | 12 |
| 5. | New York Hakoahs                | 13 | 16 |
| 6. | Trenton Bengals                 | 12 | 16 |
| 7. | Rochester Centrals              | 11 | 15 |
| 8. | Paterson Whirlwinds             | 6  | 19 |

### Seconda fase
|    | Classifica seconda fase 1928-1929 | V  | P  |
| -- | --------------------------------- | -- | -- |
| 1. | Fort Wayne Hoosiers               | 11 | 3  |
| 2. | Brooklyn Visitations              | 10 | 4  |
| 3. | Cleveland Rosenblums              | 10 | 4  |
| 4. | Rochester Centrals                | 7  | 7  |
| 5. | New York Hakoahs                  | 5  | 9  |
| 6. | Trenton Bengals                   | 4  | 8  |
| 7. | Chicago Bruins                    | 4  | 10 |
| 7. | Paterson Whirlwinds               | 3  | 9  |

## Playoff
Fase finale al meglio delle 7 partite.
| Squadra 1            | Totale | Squadra 2           | Gara 1 | Gara 2 | Gara 3 | Gara 4 | Gara 5 |
| -------------------- | ------ | ------------------- | ------ | ------ | ------ | ------ | ------ |
| Cleveland Rosenblums | 4-0    | Fort Wayne Hoosiers | 24-17  | 28-23  | 19-18  | 30-22  |        |